# Зайцев, Олег Андреевич
Оле́г Андре́евич За́йцев (род. 7 января 2001, Москва) — российский хоккеист, нападающий. Младший брат хоккеиста Егора Зайцева. Игрок системы московского «Динамо». Мастер спорта России (2023)

## Карьера
Воспитанник хоккейной школы «Динамо» им. А. И. Чернышева. Профессиональную карьеру начал в составе молодежной команды бело-голубых в 2017 году. Летом 2018 года был вызван под флаг юниорской сборной России, в составе которой принял участие в мемориале Глинки, завоевал бронзовые медали соревнований и обратил на себя внимание заграничных скаутов, после чего был выбран командой «Ред Дир Ребелс» на импорт-драфт CHL — Канадской хоккейной лиги, сильнейшей молодёжной лиги Северной Америки. Проведя сезон 2018/2019 в составе «Ред Дир», Олег Зайцев принял решение вернуться в систему родного «Динамо».
В сезоне КХЛ 2020/2021, 5 сентября, Олег Зайцев дебютировал за основную команду. Дебют пришёлся на гостевой матч против «Авангарда». 14 сентября 2020 года, в гостевой игре против хабаровского «Амура», Олег Зайцев стал одним из авторов результативной передачи, тем самым открыв счёт персональным очкам в КХЛ.

## Достижения
- Бронзовый призёр мемориала Глинки — 2018